# يوشي تاتسو
ناوفومي ياماموتو المشهور باسم الحلبة يوشي تاتسو (من مواليد 1 أغسطس 1977) هو مصارع محترف ياباني سابق وملاكم.

## الحياة الشخصية
ناوفومي متزوج ولديه طفلان.

## وصلات خارجية
- يوشي تاتسو على موقع IMDb (الإنجليزية)
- يوشي تاتسو على موقع قاعدة بيانات الفيلم (الإنجليزية)
- يوشي تاتسو على موقع دبليو دبليو إي (الإنجليزية)
- يوشي تاتسو على موقع CageMatch worker (الإنجليزية)
- يوشي تاتسو على موقع عالم المصارعة على الإنترنت (الإنجليزية)
- يوشي تاتسو على موقع عالم المصارعة على الإنترنت (الإنجليزية)

- الملف الشخصي WWE
- المدونة الرسمية اليابانية
- الملف الشخصي
- الملف الشخصي
- الملف الشخصي